# Stenotis arenaria
Stenotis arenaria är en måreväxtart som först beskrevs av Joseph Nelson Rose, och fick sitt nu gällande namn av Edward Everett Terrell. Stenotis arenaria ingår i släktet Stenotis och familjen måreväxter. Inga underarter finns listade i Catalogue of Life.